# Liste des cardinaux créés par Nicolas II
Au cours de son pontificat de 1058 à 1061, le pape Nicolas II a créé 13 cardinaux.

## 1059
- Gilberto (évêque de Labico ou Frascati)
- Desiderio, O.S.B.Cas., abbé du Mont-Cassin (au titre de S. Cecilia), élu pape Victor III
- Ildebrando, O.S.B. (diacre de S. Maria in Domnica), élu pape Grégoire VII
- Oderisio, O.S.B.Cas. (diacre de S. Agata in Suburra)

## 1060
- Bruno (évêque de Palestrina)
- Gregorio (diocèse suburbicaire inconnu) (Velletri ?)
- Bonifazio (évêque de Gabio)
- Landolfo (titre inconnu)
- Giovanni (titre inconnu)
- Guido (au titre de Ss. Silvestro e Martin)
- Bernardo (diaconie inconnue)

## 1061
- Gaudenzio (au titre de S. Anastasia)
- Giovanni Minuzzo (au titre de S. Maria in Trastevere)

## Source
- Mirandas sur fiu.edu